# Microterys provisorius
Microterys provisorius är en stekelart som beskrevs av Bakkendorf 1965. Microterys provisorius ingår i släktet Microterys och familjen sköldlussteklar.
Artens utbredningsområde är Danmark. Inga underarter finns listade i Catalogue of Life.